# Journeys to Glory
Journeys To Glory è il primo album in studio del gruppo inglese Spandau Ballet, pubblicato nel 1981 dalla Chrysalis Records.

## Tracce
1. To Cut a Long Story Short - 3:20
2. Reformation - 4:54
3. Mandolin - 4:07
4. Muscle Bound - 5:06
5. Age of Blows - 4:09
6. The Freeze - 4:35
7. Confused - 4:38
8. Toys - 5:48
9. Glow - 3:48 (traccia bonus nell'edizione del 2010)

## Formazione
- Tony Hadley - voce, sintetizzatori
- Gary Kemp - chitarra, tastiera, cori
- Steve Norman - chitarra
- Martin Kemp - basso
- John Keeble - batteria

## Classifiche

### Classifiche settimanali
| Classifica (1981) | Posizione massima |
| ----------------- | ----------------- |
| Australia         | 14                |
| Nuova Zelanda     | 12                |
| Regno Unito       | 5                 |

### Classifiche di fine anno
| Classifica (1981) | Posizione |
| ----------------- | --------- |
| Nuova Zelanda     | 47        |
| Regno Unito       | 52        |